# La Collectionneuse (film, 2001)
Pour les articles homonymes, voir La Collectionneuse.
 Pour plus de détails, voir Fiche technique et Distribution
La Collectionneuse est un film français réalisé par Fred Coppula, sorti en 2001.

## Synopsis
Greg est un représentant un peu minable faisant du porte à porte pour vendre ses aspirateurs aux ménagères. Il profite de son métier et de ses rencontres pour tromper allègrement sa femme avec ses hypothétiques clientes. Mais un jour, il tombe sur Clara, une jeune femme qui lui fera payer cher ses accidents de parcours. Sous la menace de tout révéler à sa femme, elle exigera de lui qu'il cède à tous ses caprices et à tous ses fantasmes...

## Fiche technique
- Titre : La Collectionneuse
- Réalisation : Fred Coppula
- Société de production : Blue One
- Pays d'origine : France
- Format : couleurs, vidéofilm
- Genre : pornographique
- Durée : 84 minutes
- Date de sortie : 2001
- Film interdit aux moins de 18 ans lors de sa sortie en France

## Distribution
- Clara Morgane
- Greg Centauro
- Sebastian Barrio
- Betty Bell
- Patrice Cabanel
- Delfynn Delage
- Estelle Desanges
- Fiona Evans
- Fanny
- Laura Guerlin
- Melody Magic
- Océane
- Reda
- Pascal Saint James
- Ian Scott
- Dora Venter